# Mizuho-ku
Mizuho-ku (瑞穂区?) è uno dei sedici quartieri amministrativi della città di Nagoya, in Giappone.